# Isabelle Caubère
Isabelle Caubère, née le 5 juin 1954 à Marseille, et morte le 13 avril 2010 à Clamart, est une comédienne française.

## Biographie
Isabelle Caubère a commencé sa carrière au théâtre à la fin des années 1970. Elle a d'abord joué dans des drames avant de se tourner vers la comédie.
Au cinéma, elle tourne dans les films de Roger Hanin (Train d'enfer, en 1984), de Claude Pinoteau (L'Étudiante, en 1988), de Jacques Audiard (Sur mes lèvres, en 2001), de Benoît Jacquot (Adolphe, en 2002), d'Aruna Villiers (À ton image, en 2004), de James Huth (Brice de Nice, en 2005), de Rémi Bezançon (Ma vie en l'air, en 2005), de Florence Quentin (Olé !, en 2005), de Patrick Grandperret (Meurtrières en 2006), de Laurent Tirard (Molière), et de nouveau de Florence Quentin (Leur morale… et la nôtre, en 2007), son dernier rôle au cinéma.
En 2008, elle fait un retour au théâtre.
Elle meurt d'un cancer le 13 avril 2010,.

### Parenté
Isabelle Caubère est la petite sœur du comédien et metteur en scène de théâtre Philippe Caubère.

## Théâtre
Isabelle Caubert joue au théâtre dans de nombreuses pièces d'Anton Pavlovitch Tchekhov, de Samuel Beckett, de Fénelon (Télémaque), de Federico García Lorca (Noces de sang) et de Jacques Audiberti, entre autres. 
Elle joue aussi dans Le Cabaret Citrouille d'Achille Tonic et dans Belle(s) Famille(s) d'Alain Cauchi.

## Filmographie

### Cinéma
Sa filmographie est la suivante :
- 1984 : Train d'enfer
- 1988 : L'Étudiante
- 2001 : Sur mes lèvres : Jeanne
- 2002 : Adolphe : La femme du concierge
- 2004 : À ton image : La directrice de l'école
- 2005 : Brice de Nice[8] : Josie
- 2005 : Ma vie en l'air : Mme Perrotin
- 2005 : Olé ![8] : Violaine, la secrétaire
- 2006 : Meurtrières[8] : Madame Jobert
- 2007 : Molière : Toinette
- 2008 : Leur morale… et la nôtre[8] : Le commissaire
- 2009 : 8 fois debout de Xabi Molia : La femme du bar

### Télévision
- 2000 : L'Enfant de la honte (Téléfilm) : Madame Vivien
- 2001 et 2006 : P.J. (série télévisée) : Mlle Degrelle / La commerçante
- 2001 et 2008 : Avocats & associés (série télévisée) : La mère de Laurence Bage / Karine Gence
- 2002 : Crimes en série (série télévisée) : Jeannette Ducamp
- 2002 : Joséphine, ange gardien (série télévisée) : Nany Ève
- 2003 : Lagardère (Téléfilm) : Anne
- 2007 : Le Temps des amours (Téléfilm) : Tante Lagneau
- 2007 : Sécurité intérieure (série télévisée) : Lieutenant Agnès Delestrade
- 2008 : Chez Maupassant (série télévisée) : Marthe
- 2008 : Les Bougon (série télévisée) : Mme Babin